# Lükő Béla
Lükő Béla˙(Szatmárnémeti, 1883. június 4. – Szatmárnémeti, 1936. május 2.) sebészorvos, a szatmári városi kórház alapítója.

## Életútja
Középiskolát szülővárosában végzett (1901), a budapesti Pázmány Péter Tudományegyetemen orvosi diplomát szerzett (1906). Tanársegéd, majd sebészfőorvos Szatmárnémetiben. Az I. világháború alatt katonai sebész, a koponyaműtétek terén világviszonylatban egyedülálló eredménnyel. A saját tervei szerint létesített korszerű kórház igazgatója (1918). Berlinben tüdősebészetet tanult Sauerbruch professzornál, a Deutsche Chirurgische Gesellschaft tagja. Külföldi orvoskongresszusokon az avartin-altatásról és hasnyálmirigy-gyulladások műtéti tanulságairól értekezett.
Százezernél több műtét, számos tudományos közlemény és önálló eljárás fűződik a nevéhez. Tudományos szakfolyóiratokban megjelent tanulmányai szövettani kérdésekről, a róla Lükő-féle gombnak elnevezett váladéklevezetésről, a háborús koponyaműtéteknél szerzett tapasztalatairól, valamint a központi idegrendszer sérüléseiről szólnak. Népszerűségére jellemző, hogy neve a szatmári népballadákba is bekerült és ragadványnévvé vált falusi betegei közt.

Lükő Béla mellszobra, Szatmár

A Bura László szerkesztette "Szatmári népballadák" kötetbe olyan ballada is bekerült, amely még életében született, és szájról szájra terjedt:
"A szatmári kórház utca kavicsos
Azon sétál Lükő Béla főorvos
A kalapját mindig jobbra viseli
Ritka beteg, kinek meg nem emeli"...
(részlet)
1936. május 2-án halt meg Szatmárnémetiben.

## Emlékezete
Mellszobrát Csapó Sándor készítette el, mellszobra a kórház előtt áll, és neve is felkerült a kórház homlokzatára